# Ла Фазолина (Римини)
Ла Фазолина је насеље у Италији у округу Римини, региону Емилија-Ромања.
Према процени из 2011. у насељу је живело 21 становника. Насеље се налази на надморској висини од 25 м.